# 9393 Apta
9393 Apta eller 1994 PT14 är en asteroid i huvudbältet som upptäcktes den 10 augusti 1994 av den belgiske astronomen Eric W. Elst vid La Silla-observatoriet. Den är uppkallad efter den franska byn Apt, Vaucluse.
Asteroiden har en diameter på ungefär 5 kilometer.